# Les Authieux-du-Puits
Les Authieux-du-Puits is een plaats en voormalige gemeente in het Franse departement Orne in de (regio Normandië en telt 70 inwoners (2009). De plaats maakt deel uit van het arrondissement Mortagne-au-Perche.

## Geografie
Les Authieux-du-Puits is op 1 januari 2025 gefuseerd met de gemeenten La Genevraie, Godisson, Le Merlerault en Nonant-le-Pin tot de gemeente Merlerault-le-Pin.
De oppervlakte van Les Authieux-du-Puits bedraagt 4,4 km², de bevolkingsdichtheid is dus 15,9 inwoners per km².

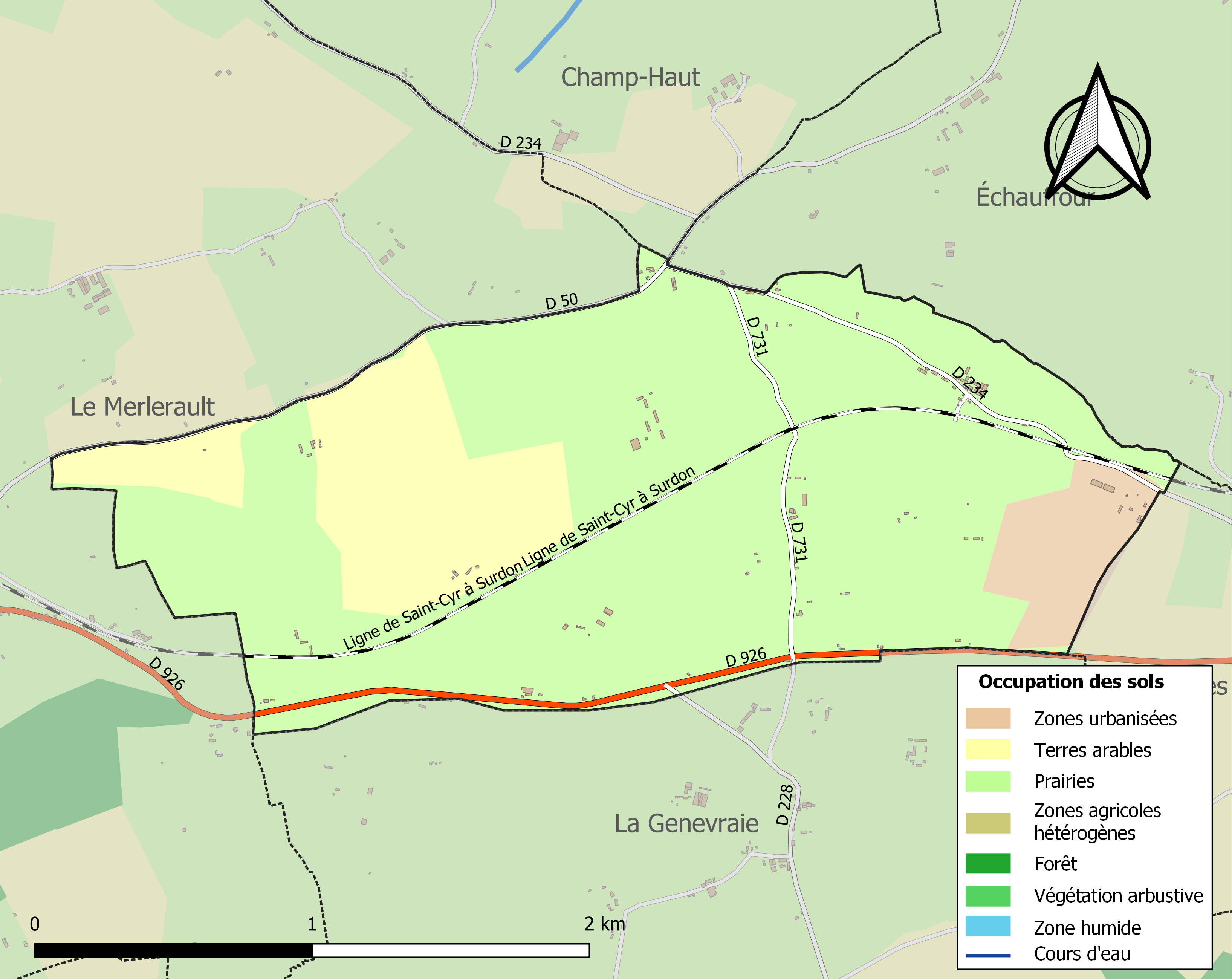
Kaart van de belangrijkste infrastructuur, bodemgebruik en omliggende gemeenten

## Demografie
Onderstaande figuur toont het verloop van het inwonertal (bron: INSEE-tellingen).
Les Authieux-du-Puits · La Genevraie · Godisson · Le Merlerault · Nonant-le-Pin